# Rodney Harrison
Rodney Scott Harrison  (15 de dezembro de 1972, Markham, Illinois) é um ex-jogador de futebol americano que atuava na posição de safety na National Football League. Ele foi draftado pelo San Diego Chargers na quinta rodada do Draft de 1994 da NFL. Harrison jogou futebol americano universitário pela Western Illinois.
Selecionado duas vezes para o Pro Bowl, Harrison é o único jogador na história da NFL a ter 30 sacks e 30 interceptações. Ele também tem um anel de Super Bowl ganhou com o New England Patriots.